# Schnellplan
Der Schnellplan war ein am 13. August 1938 vom Reichsamt für Wirtschaftsausbau beschlossener deutscher Rüstungsplan. Er diente zur Vorbereitung des Zweiten Weltkrieges. In ihm wurde befohlen, die Kapazitäten der Pulver-, Sprengstoff- und Kampfstoffproduktion auf die Höhe des maximalen Ausstoßes des Ersten Weltkrieges zu erhöhen.

## Entstehung und Wirkung des Schnellplanes
| Bereich     | Ziel 1939 | Ziel 1941 | Max. 1. WK | Ist Nov. 1939 |
| ----------- | --------- | --------- | ---------- | ------------- |
| Pulver      | 13.250    | 16.700    | 13.000     | 6.800         |
| Sprengstoff | 13.600    | 18.600    | 14.000     | 12.700        |
| Kampfstoff  | 2.900     | 7.500     | 3.000      | -             |

Mit dem Schnellplan wurde die Kriegsbereitschaft der deutschen Industrie für den Herbst 1939 zugesichert. Der Schnellplan war der Bestandteil des Wehrwirtschaftlichen neuen Erzeugungsplanes (auch Krauchplan oder Carinhallplan genannt). Ausgearbeitet wurde der Schnellplan von Carl Krauch (Vorstandsmitglied der I.G. Farben). Neben Mineralöl, synthetischem Kautschuk, Aluminium und Magnesium sollte vor allem die Produktion von Sprengstoff, Pulver und Kampfstoffen nicht nur sichergestellt, sondern auch erheblich gesteigert werden.
Nach Einschätzung des Chef des Wehrwirtschafts- und Rüstungsamtes Georg Thomas befand sich die deutsche Wirtschaft 1938/39 auf einem „gewissen Höchststand“ der eine weitere Leistungssteigerung nicht erwarten ließ.
Das Dokument über den Schnellplan war Beweisstück im I.G.-Farben-Prozess mit der Nummer NI-8797.
Abgelöst wurde der Schnellplan durch den „Orangeplan“ vom 6. Dezember 1939. Er sah die Verdreifachung der Sprengstoffproduktion auf 55.050 Monatstonnen, und die Steigerung der Pulverproduktion auf 18.970 Monatstonnen schrittweise bis 1942 vor.
Erreicht wurde bis 1945 eine Gesamtkapazität an Sprengstoff von 32.000 Monatstonnen.

## Originaltext
| Art         | 1940   | 1941    | 1942    | 1943    | 1944    |
| ----------- | ------ | ------- | ------- | ------- | ------- |
| Pulver      | 75.921 | 112.373 | 146.563 | 230.624 | 253.702 |
| Sprengstoff | 99.295 | 149.521 | 180.681 | 239.582 | 256.759 |

„Mit dem Schnellplan ist nach Ansicht der beteiligten Stellen sowie der durchführenden Industrie die maximale Steigerungsmöglichkeit bis Herbst 1939 erschöpft.
 
Der Schnellplan ist im einzelnen abgeglichen und volle Übereinstimmung erzielt zwischen
 OKW (Wstb), OKH (Wa A), Dr. Krauch.
 
Der vorliegende Schnellplan ist ab jetzt die gemeinsame Grundlage des weiteren Vorgehens aller beteiligten Stellen. 

Bis Ende 1939 wird nach dem Schnellplan die Kapazität so weit erhöht, daß auf allen Gebieten praktisch die größte im Weltkrieg noch erzielte deutsche Erzeugungsmöglichkeit erreicht wird 

[...] 

Die Durchführung des Schnellplans ist nur möglich, wenn ganz besondere (kriegsmäßige) Vollmachten der für die Durchführung verantwortlichen Stelle gegeben werden.“

## Bewertung
Für Dietrich Eichholtz lieferte die IG Farben mit dem ausdrücklich genannten Datum „Herbst 1939“ bzw. „Ende 1939“ auf Grund scheinbar unangreifbarer wissenschaftlicher Analyse, die Grundlage für Görings und Hitlers politische und militärische Entscheidungen.
Nach Uwe Bitzel war der Schnellplan eine Art Breitenrüstung innerhalb der Breitenrüstung. Man konzentrierte sich nur noch auf den maximalen Ausstoß von wenigen kriegswichtigen Produkten zur Vorbereitung der Mobilmachung und stellte selbst innerhalb der Breitenrüstung alle Vorhaben zurück die nicht die unmittelbare Ausrüstung mit den wichtigsten Rüstungsgütern gewährleisten konnten.
Laut Bernd-Jürgen Wendt war der Herbst 1939 aus verschiedenen militärischen, politischen und wehrwirtschaftlichen Perspektiven eine Art „Schlüsseldatum“ und „zeitlicher Fluchtpunkt“. Zu den wehrwirtschaftlichen Gesichtspunkten zählt er die 1938 auftretenden Anzeichen für ein „Heißlaufen“ der deutschen Wehrwirtschaft. Als Alternative bot sich nur eine für die deutsche Führung nicht in Frage kommende Drosselung des Rüstungstempos oder eine Bündelung aller Ressourcen und Produktivkräfte auf den Mobilmachungsfall hin durch den „Wehrwirtschaftlichen neuen Erzeugungsplan“ und den Schnellplan an. Nicht zuletzt flossen die Rüstungsanstrengungen der potentiellen Gegner in die Entscheidung ein, bei denen der Chef des Wehrwirtschafts- und Rüstungsamtes Georg Thomas für den Sommer 1939 mit der Neuausrüstung und wesentlichen Steigerung der Kriegsbereitschaft der französischen und britischen Luftstreitkräfte, rechnete.
Für Richard Overy kommt man im Lichte des Karinhall-Plans und des Schnellplans unausweichlich zu der Schlussfolgerung, dass die NS-Führung nach einem größeren Krieg gegen einige oder alle Großmächte Mitte der vierziger Jahre trachtete.
Hans-Erich Volkmann schreibt: 

„Sicherlich überspitzt, aber im Kern zutreffend kann folgende These formuliert werden: Weil Hitler es ablehnte seine machtpolitischen Ziele und damit das forcierte Rüstungsprogramm zurückzustecken, geriet die nationalsozialistische Wirtschaft 1938/39 in eine unüberwindbare Krisensituation, die sich zum Krieg zuspitzte.“

## Wirtschafts- und Rüstungspläne der NS-Zeit
Im nationalsozialistischen Deutschland wurde sukzessive eine Zentralverwaltungswirtschaft mit wirtschaftslenkender Gesetzgebung  ausgebaut. Als Neuer Plan wurde 1934 der Weg vorgezeichnet, es folgte der Vierjahresplan von 1936, der Schnellplan von 1938 und der Schell-Plan im Jahre 1939.
Der Schnellplan war eines der Programme mit denen die deutsche Wirtschaft koordiniert werden sollte. Die Expansion der Kriegswirtschaft wurde von etlichen weiteren Programmen begleitet. Die Koordination dieser Pläne und die Gewichtung von Interessen sollte ab 1942 beim Ausschuss für Zentrale Planung im Reichsministerium für Rüstung und Kriegsproduktion erfolgen. Der Überblick der Pläne ist teilweise schwer nachvollziehbar, wobei etliche dieser Pläne in Personal- oder Amtsunion von Wehrwirtschaftsführern sowie in fusionierten Wirtschaftsgebilden wie den Reichswerken Hermann Göring betreut und umgesetzt werden sollten. Das es dabei zu Konkurrenzsituationen kam, ist insbesondere zum Thema Luftrüstung vs. Panzerrüstung und zum Wirken von Konstrukteuren wie Ferdinand Porsche oder Hans Ledwinka bekannt. Wie im Bereich der Kraftfahrzeugfertigung waren auch die Betriebe in annektierten oder besetzen Gebieten betroffen, wie es bei Unternehmen wie den Österreichischen Saurerwerken und Škoda sowie Tatra der Fall war. Nachfolgend eine unvollständige Übersicht der Pläne: 
| 1938        | 1939        | 1940               | 1941            | 1942          | 1943                        | 1944                    |
| ----------- | ----------- | ------------------ | --------------- | ------------- | --------------------------- | ----------------------- |
| Schnellplan | Schell-Plan | Rüstungsprogramm B | Göring-Programm | Iwan-Programm | Adolf-Hitler-Panzerprogramm | Mineralölsicherungsplan |